# こどものじかん JUNIチャンネル
こどものじかん JUNIチャンネルとは、仙台放送で2015年4月5日から2018年3月25日まで放送していた小学生向けの情報番組、JUNIの冠番組でもある。

## 放送時間
- 毎週日曜8:25 - 8:30